# Черемша
Черемша́, или колба́ — обиходное название нескольких видов растений, представителей рода Лук (Allium), которые используются в пищу как листовые овощи. В сборнике писем декабристов издания 1938 года слово «черемша» приведено с поясняющей сноской: «Черемша — сибирское название одного из видов лука, растущего в Сибири и на Кавказе; черемша употребляется в пищу и при лечении от скорбуга, отличается сильным и неприятным запахом». 

## Виды растений
Поскольку в различных регионах произрастают разные виды луков, то черемшой называют разные дикорастущие виды, зелень которых обладает характерным чесночным запахом:
- Allium ursinum L. — лук медвежий, или дикий чеснок[4] — более представлен в Европейской части России и на Кавказе,
- Allium victorialis L. — лук победный, или лук победоносный, или сибирская черемша[4] — более представлен в Южной Сибири,
- Allium ochotense Prokh., 1930 — лук охотский, или лук широчайший, или дальневосточная черемша — более представлен на Дальнем Востоке России,

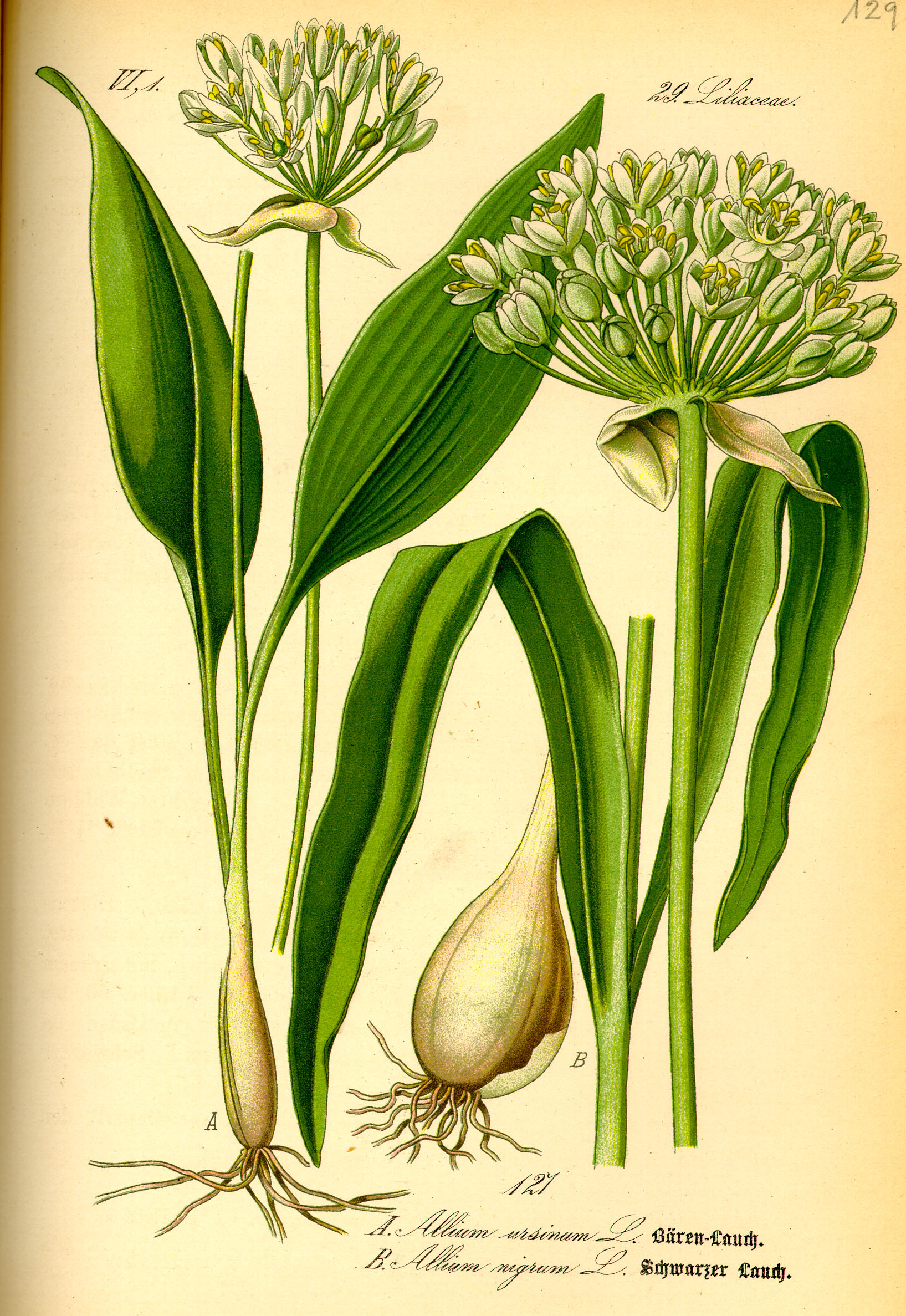
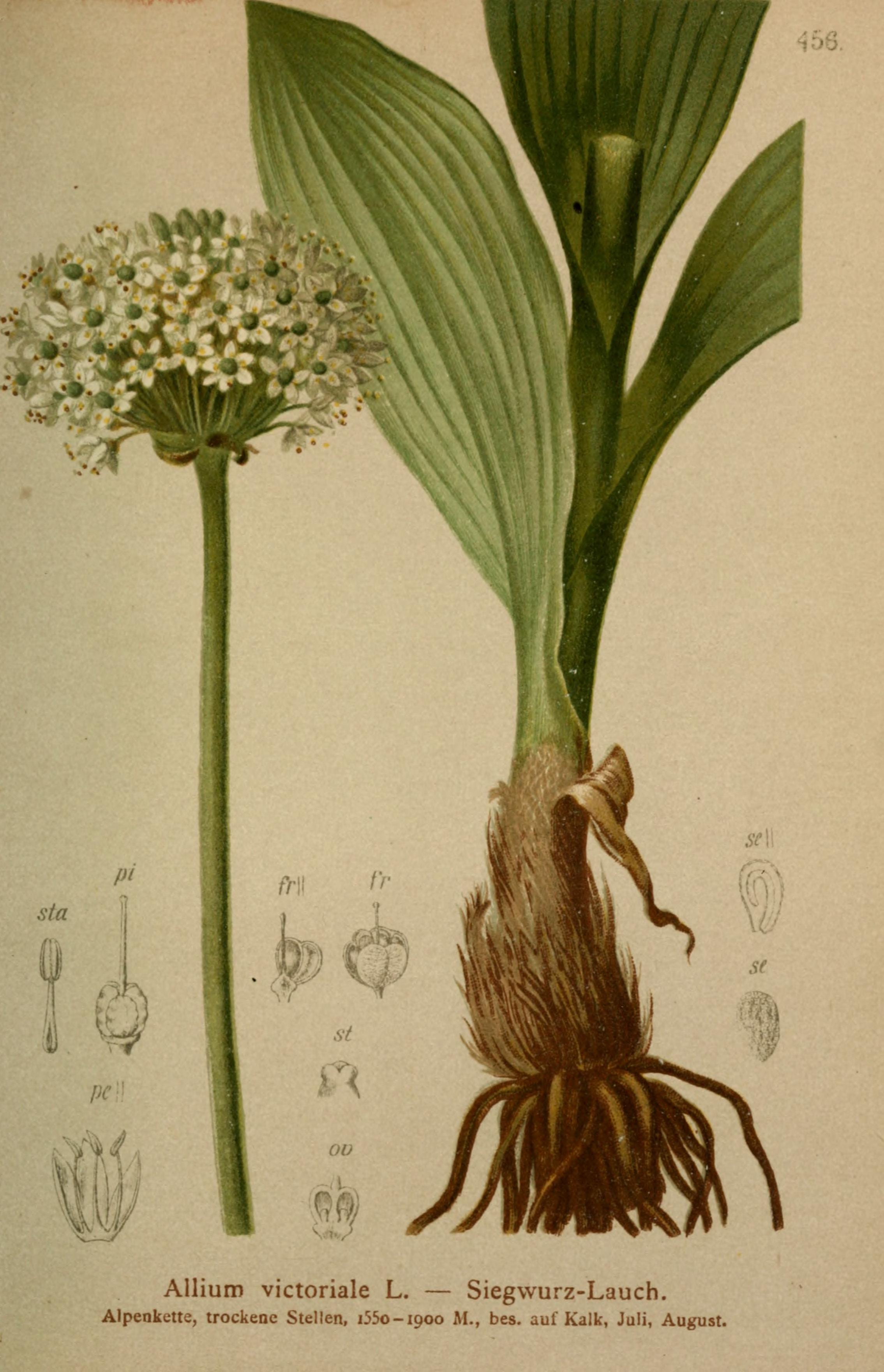
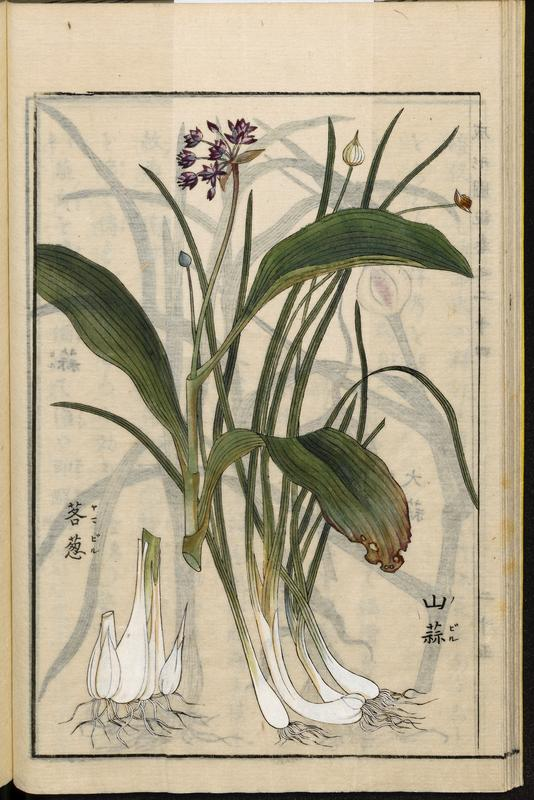
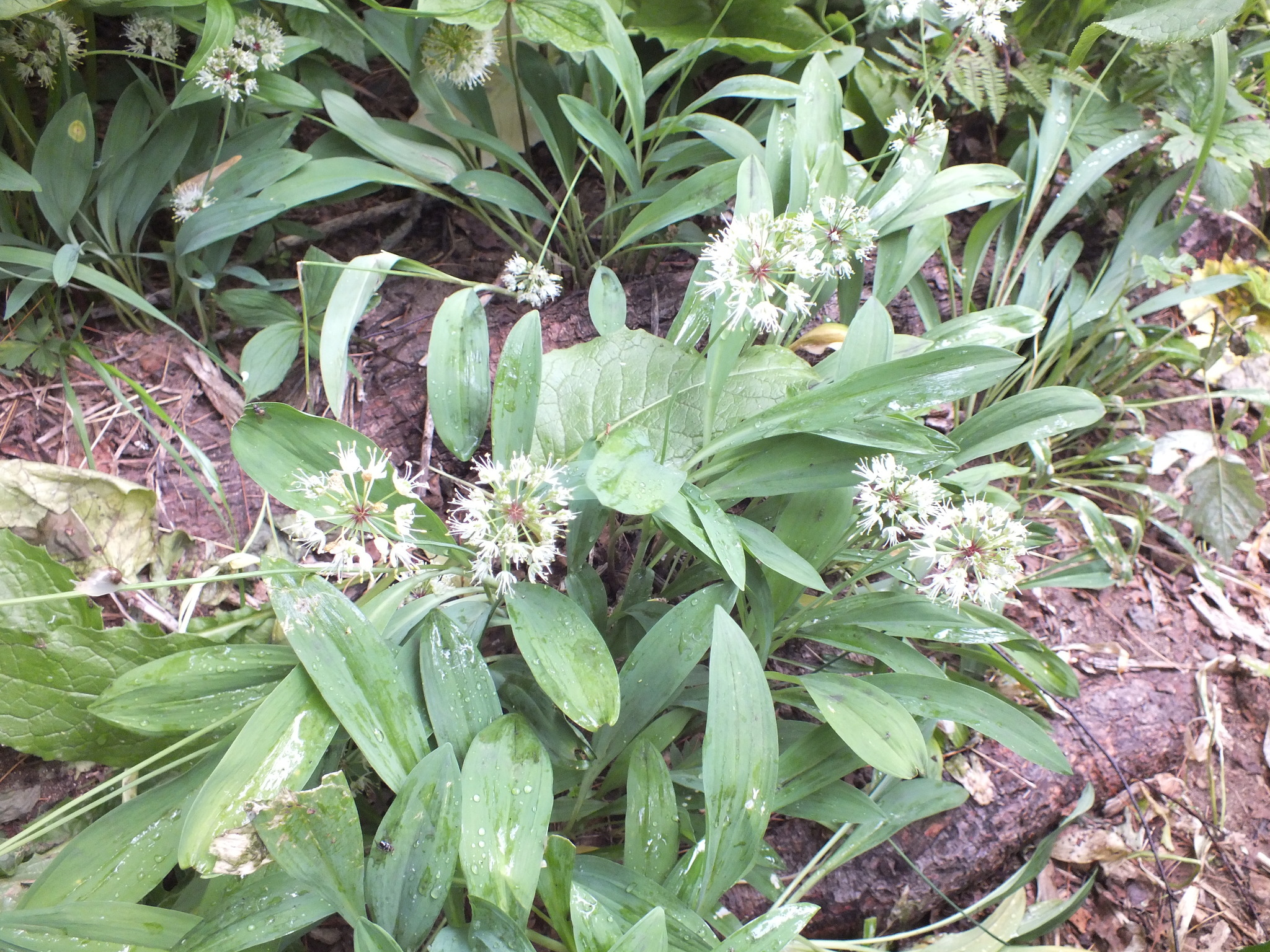

- Allium microdictyon Prokh., 1930 — лук мелкосетчатый, или лук черемша — Южный Урал и Сибирь.

- Лук медвежий (Allium ursinum L.)
- Лук победный (Allium victorialis L.)
- Allium ochotense (Allium ochotense Prokh., 1930)
- Лук мелкосетчатый (Allium microdictyon Prokh., 1930)

## Этимология
По мнению Макса Фасмера, слово «черемша», вероятно, родственно слову «черёмуха». В то же время ряд исследователей связывает это слово с тюркским сарымсак — «чеснок». Слово имеется во многих тюркских и некоторых монгольских языках, в частности: тур. sarımsak, sarmisak, азерб. sarimsaq, тат. сарымсак, каз. сарымсақ — «чеснок», кирг. сарымсак — «чеснок (главным образом, дикий)», монг. саримсаг. Искажение слова до «черемша» могло произойти при попадании его сперва в какой-либо цокающий диалект и последующем искажении при передаче в литературный язык или в результате сближения с «черёмуха».

## Похожие растения
Молодые побеги черемши можно спутать с представителями родов чемерица (Veratrum) и ландыш (Convallaria), которые являются ядовитыми для человека. Крупные гладкие листья насыщенного зелёного цвета, заострённые на концах, появляются из земли в виде «трубочек», и лишь после того как они развернутся, а молочно-белый стебель станет выше, становится видна разница. Листья черемши узкие и продолговатые, с выраженным луково-чесночным запахом.
Помимо этого в словаре Анненкова указано, что морозник чёрный (Helleborus niger) у армян назвался как «Гандзила-меръ, т. е. мать черемши., Осадъ-Ганзылъ, т. е. негодная черемша».

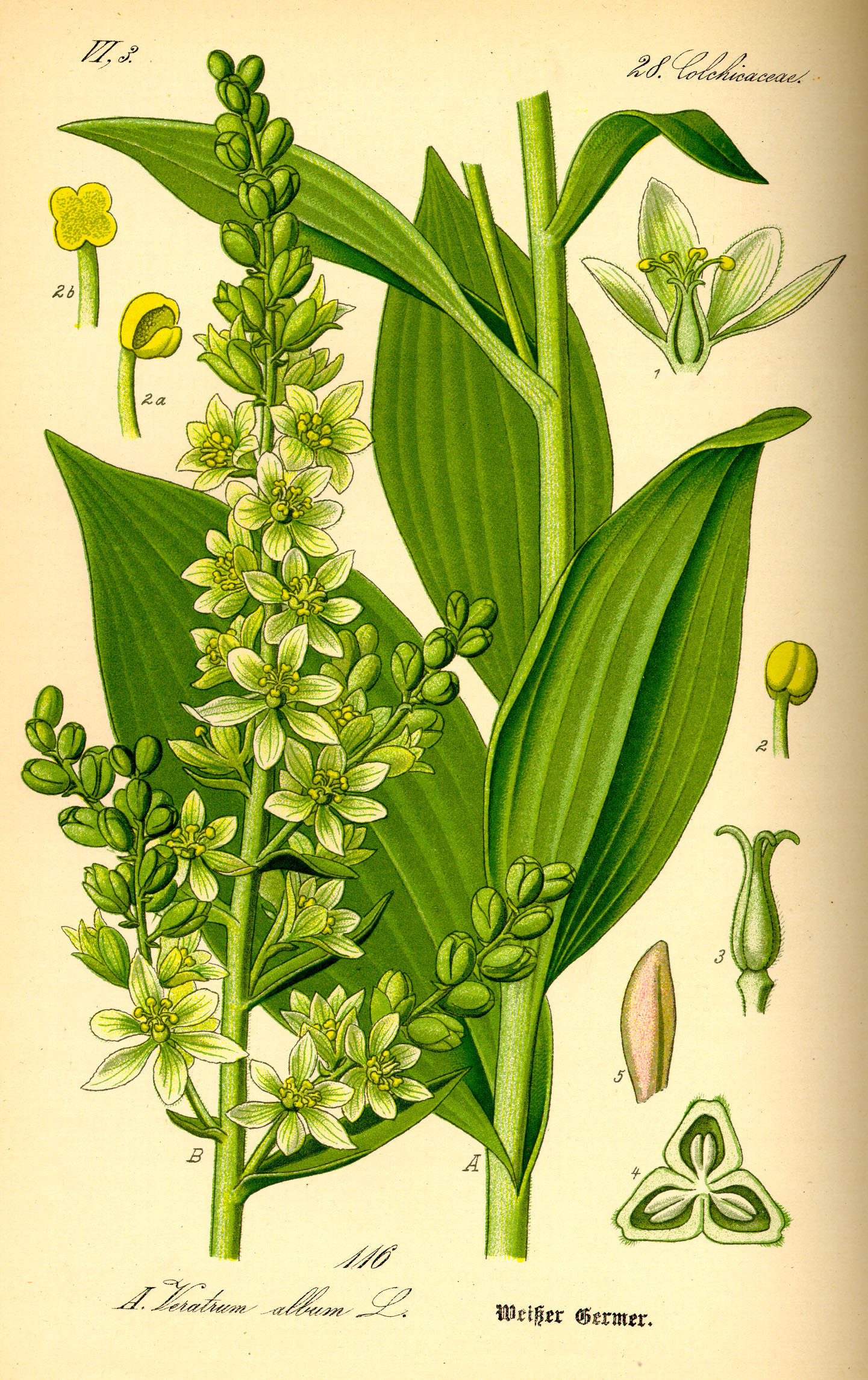
Чемерица белая (Veratrum album L.)
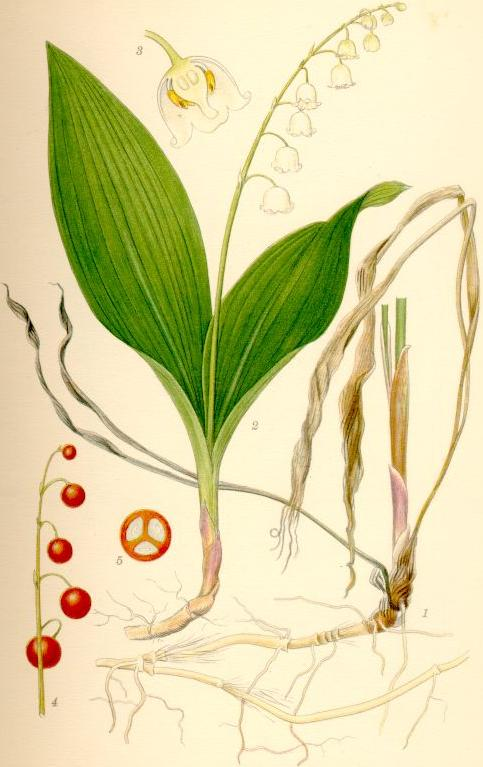
Ландыш майский (Convallaria majalis L.)
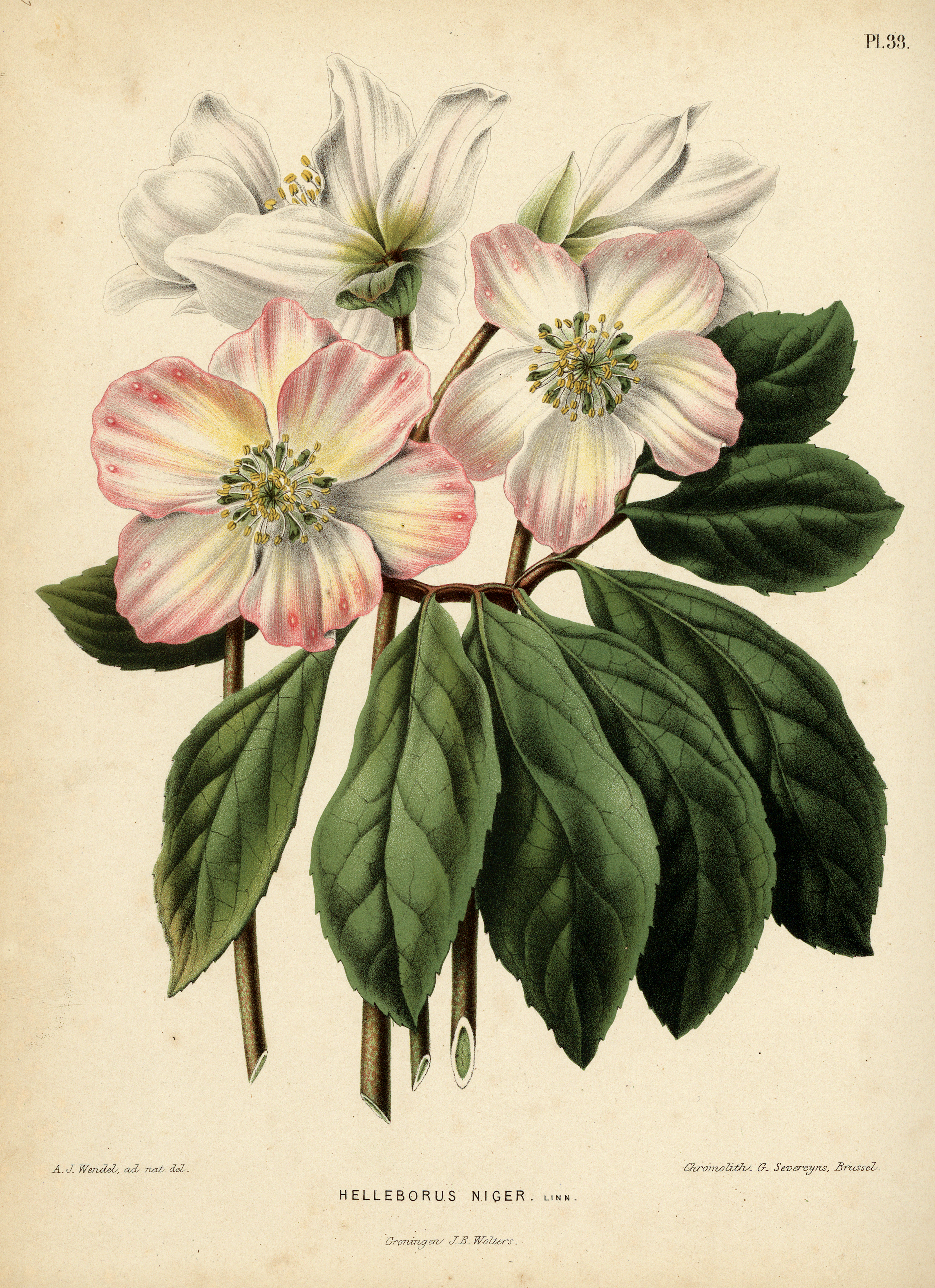
Морозник чёрный (Helleborus niger)